# Große Teichmuschel
Die Große Teichmuschel, Weiher-Muschel oder Schwanenmuschel (Anodonta cygnea) gehört zur Familie der Fluss- und Teichmuscheln. Die Große Teichmuschel kommt in Nord- und Mitteleuropa im Schlammboden von stehenden, sauberen Süßgewässern vor. Durch zunehmende Gewässerverschmutzung ist sie gefährdet und steht deswegen, wie auch alle andere Arten der Ordnung Unionida, unter Naturschutz und in Deutschland unter Artenschutz.

## Merkmale

Anatomie der Großen Teichmuschel, schematisch von links

Die Muschel besitzt zwei Kalkschalen, die zum Schutz dienen. Die Schalen sind breit eiförmig, gleichmäßig dünn, gelblich bis dunkelbraun. Auf der Schale befinden sich konzentrisch verlaufende Streifen, welche parallel zu den Wachstumsstreifen verlaufen. Die Innenseite ist perlmuttartig glänzend. Das Muschelschloss ist ohne Zähne (daher ihr wissenschaftlicher Name ‚Anodonta‘ = die Unbezahnte). Sie kann bis zu 20 Zentimeter groß werden, es wurden auch schon Exemplare mit einer Größe von 26 cm gefunden.
Die Teichmuschel atmet über Kiemen, die dem zugeführten Wasser den benötigten Sauerstoff entnehmen.
Das Nervensystem der Muschel besteht aus zwei Nervensträngen, die zentral von einem Nervenknoten ausgehen. Bei Gefahr sorgt das Nervensystem dafür, dass der Fuß, der zur Fortbewegung und zur Verankerung im Boden dient, und die Siphone eingezogen und die Atmung abgestellt werden sowie, dass der hintere und vordere Schließmuskel die Schalen schließen. Die Muschel besitzt Nervenrezeptoren am Fuß, die der Muschel bei der Orientierung und bei der Fortbewegung dienen.
Die Muschel filtert mit ihren Kiemen ebenso Nahrungspartikel aus dem Wasser. Diese werden an der Oberfläche der Kiemen zurückgehalten und mit einhüllendem Schleim durch gerichtete Wimpernbewegungen zur Mundöffnung befördert. Die Mundöffnung nimmt die von den Kiemen ausgefilterte Nahrung auf und leitet sie in den Magen weiter, der hier vor allem als Sortiereinrichtung dient. Die verwertbaren Nahrungsbestandteile werden in der Mitteldarmdrüse aufgeschlossen, unverwertbare Anteile passieren anschließend den Darm. Über den  ausführenden Siphon werden die Faeces ausgeschieden. Die Niere filtert Giftstoffe aus, das Herz pumpt das sauerstoffreiche Blut zu den Organen, der Herzbeutel produziert eine Flüssigkeit, die starke Reibung des Herzens verhindern soll und schützt es gleichzeitig. Ein Mantel umschließt alle Organe und schützt sie.

Rechte Klappe
Linke Klappe

## Lebensweise
Die Große Teichmuschel ist ein Bodentier und verankert sich mit ihrem Fuß im weichen oder sandigen Boden. Mithilfe des Fußes kann sie sich auch langsam fortbewegen. Als Filtrierer reinigt sie das Wasser und stellt einen wichtigen Faktor im Ökosystem der Teiche und Seen dar.
Die Große Teichmuschel wird auch von Parasiten befallen. So ist sie ein spezieller Wirt für die Süßwassermilbenart Unionicola ypsilophora. Eine andere Art der Süßwassermilben, Unionicola intermedia, benötigt als Wirt speziell die Gemeine Teichmuschel (Anodonta anatina).
Der Bitterling legt seine Eier in den Kiemenraum der Großen Teichmuschel ab, wo sie geschützt ihre Embryonalentwicklung durchmachen und nach etwa vier Wochen die Muschel verlassen.

### Ernährung

Der Großen Teichmuschel ähnlich ist die eingeschleppte Chinesische Teichmuschel (Sinanodonta woodiana), Außenansicht von links

Die Nahrung besteht aus Detritus, Plankton, benthischen Kieselalgen, Blaualgen, verschiedenen Grünalgen und Kleinstlebewesen. Ihre Nahrung filtert die Muschel ganz überwiegend aus dem Wasser. Gelegentlich wühlt sie auch den Boden auf, wodurch zusätzliche Partikel ins freie Wasser gelangen.

### Fortbewegung
Die große Teichmuschel bewegt sich nur selten fort; dies dann mit ihrem Fuß, indem sie ihn von sich streckt, in den Boden drückt und den Körper nachzieht. Wahrnehmungssensoren am Fuß informieren die Muschel über z. B. einen Gegenstand im Weg.

### Fortpflanzung und Entwicklung

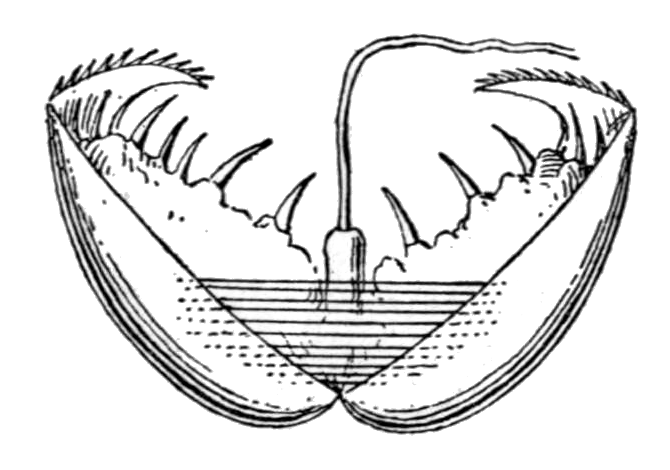
Glochidium – Große Teichmuschel

Die Großen Teichmuscheln sind Zwitter. Sie produzieren bis zu 600.000 Eier, welche in den Kiemen befruchtet werden. Die Brutpflege findet dann in den Spalträumen zwischen den Kiemen statt. Die große Teichmuschel ist ein Langzeitbrüter. Bei der Großen Teichmuschel (wie auch bei allen anderen Arten der Teichmuscheln) überwintern die Larven im Gegensatz zu den Flussmuscheln in den Kiemen und werden erst im zeitigen Frühjahr ausgestoßen. Die Larven sind ca. 0,35 mm groß und besitzen bereits eine kleine, zweiklappige Schale, an deren Enden sich jeweils kleine Haken befinden. Diese besondere Larvenform wird als Glochidium bezeichnet. Glochidien kommen nur bei den Flussmuscheln und Flussperlmuscheln vor und stellen somit eine besondere Anpassungsform innerhalb der Muscheln dar. Bei den marinen Muscheln hingegen kommen stets Veliger-Larven vor.
Nachdem sie von der Muschel ins Wasser abgegeben worden sind, leben die Larven parasitisch auf der Haut, evtl. auch auf den Kiemen von Süßwasserfischen. Beim Ausstoßen aus dem Kiemenraum bilden sie schleimige Klumpen, indem sich die sogenannten Larvalfäden der einzelnen Glochidien miteinander verschlingen. Dadurch können sie leicht an vorbeischwimmenden Fischen haften bleiben. Alle Glochidien, die keinen Wirt finden, verenden. Während des parasitischen Stadiums ernähren sich die Glochidien von dem Gewebe des Wirtes, ohne großen Schaden anzurichten. Nach der Metamorphose werden die ehemaligen Larven, die sich nun zu kleinen Muschelformen entwickelt haben, vom Wirt abgestoßen oder lösen sich selber. Zu den geeigneten Wirtsfischen zählen unter anderem Flussbarsch, Döbel, Stichling, ungeeignet ist aber z. B. der Bitterling.
| Fortpflanzungszeit             | Herbst                      |
| Aufenthaltszeit in den Kiemen  | über Winter, als Glochidien |
| Glochidienabgabe               | Januar–April                |
| Anzahl der Glochidien          | bis zu 600.000              |
| Glochidiengröße                | 0,35 mm                     |
| Dauer des parasitären Stadiums | ca. 10 Tage bis 4 Wochen    |